# Riz Ahmed
Rizwan Ahmed (pronúncia em urdu: [ɾɪzˌwɑːn ˈɛɦˌməd̪]; 1 de dezembro de 1982), é um ator e musicista britânico. Ele já recebeu inúmeros prêmios, incluindo o Óscar da Academia e o Emmy do Primetime, além de indicações para dois Globos de Ouro e dois Prêmios BAFTA. Em 2017, ele foi incluído na lista anual da Time 100 das pessoas mais influentes do mundo.
Depois de estudar artes cênicas na Royal Central School of Speech and Drama, Ahmed começou sua carreira de ator em filmes independentes como The Road to Guantanamo (2006), Shifty (2008), Four Lions (2010), Trishna (2011) e The Reluctant Fundamentalist (2013); ele teve seu primeiro papel de destaque em Nightcrawler (2014), o que deu oportunidade para personagens em filmes de grande orçamento no ano de 2016, Jason Bourne e Rogue One. Por estrelar como um jovem acusado de assassinato na minissérie da HBO The Night Of, Ahmed recebeu aclamação da crítica especializada por seu desempenho, vencendo o Emmy do Primetime de Melhor Ator Principal em Série Limitada, se tornando o primeiro muçulmano e primeiro homem de ascendência asiática a vencer uma categoria de atuação na cerimônia. Ele recebeu outra indicação ao Emmy no mesmo ano pela sua participação na série de comédia Girls. Ele depois, interpretou Carlton Drake no filme de super-herói Venom (2018), e um baterista que perde a audição no filme dramático Sound of Metal (2019), neste último, o ator voltou a receber aclamação dos críticos, sendo indicado e premiado por diversas associações, incluindo ao Óscar de Melhor Ator, fazendo de Ahmed o primeiro muçulmano indicado na categoria. Ele produziu, roteirizou e estrelou o filme Mogul Mowgli (2020), recebendo indicação ao BAFTA de Melhor Filme Britânico.
Como musicista, ele foi um dos membros do grupo Swet Shop Boys, e ganhou reconhecimento da crítica pelos álbuns de hip hop Microscope e Cashmere; recebeu sucesso comercial ao lançar com outros artistas a coletânea The Hamilton Mixtape, que atingiu o topo da Billboard 200 (EUA), e com a canção "Immigrants (We Get the Job Done)", venceu um Prêmio MTV Video Music. Em 2020, Ahmed lançou o The Long Goodbye, aclamado pela crítica e lançou também um curta-metragem de mesmo nome em acompanhamento ao álbum; no qual recebeu um Óscar de Melhor Curta-Metragem em Live Action.
Como ativista, é conhecido pela sua música de political rap, esteve envolvido na conscientização e promoção de fundos para crianças ruaingas e sírias refugiadas, e tem defendido a representatividade na Câmara dos Comuns.

## Início de vida e educação
Rizwan Ahmed nasceu em 1 de dezembro de 1982 em Wembley, no bairro londrino de Brent, descendente de uma família britânica paquistanês. Seus pais são de origem Muhajir. Seu pai é um corretor de remessas. Seus pais se mudaram de Carachi, Sinde, Paquistão para a Inglaterra ainda na década de 1970. Ele é um dos descendentes de Sir Shah Muhammad Sulaiman, o primeiro muçulmano a se tornar o presidente da Suprema Corte de Allahabad durante a era colonial. Shah Sulaiman também compôs poesia em Urdu, escreveu alguns dos primeiros artigos críticos sobre a teoria da relatividade de Einstein, e era parente de Mulla Mahmud Jaunpuri (falecido em 1652), um dos mais importantes cientistas-filósofos da região durante o Império Mogol.
Ahmed frequentou o Merchant Taylors' School, em Northwood, por meio de um programa de bolsa de estudos. Ele se formou na Christ Church, Universidade de Oxford, com um diploma em FPE (Filosofia, Política e Economia), no qual ele declarou ter sido uma "experiência bizarra". Mais tarde, ele estudou artes cênicas no Royal Central School of Speech and Drama.

## Carreira artística

### 2000s
A carreira de Ahmed no cinema começou no filme The Road to Guantanamo de Michael Winterbottom, em que ele desempenhou o papel de Shafiq Rasul, um membro da Tipton Three. Ele e outro ator envolvido no filme foram detidos no Aeroporto de Luton ao retornarem do Festival de Cinema de Berlim, onde o filme ganhou o Prêmio Urso de Prata. Ahmed alegou que durante o interrogatório, a polícia perguntou se ele havia se tornado um ator para promover a causa islâmica, questionou-o sobre suas opiniões sobre a Guerra do Iraque, abusou verbalmente dele e negou-lhe acesso a um telefone.
Em 2007, ele interpretou Sohail Waheed para o drama do Channel 4, Britz. Ahmed então interpretou Riq na minissérie de terror da E4 Dead Set e Manesh Kunzru na série Wired da ITV1 em 2008. Também naquele ano, ele interpretou um professor de escola primária no Staffroom Monologues para o canal especialista Teachers TV. Em 2009, ele apareceu em Freefall juntamente com Sarah Harding. Ele atuou no papel-título do filme independente de 2009 Shifty, dirigido por Eran Creevy. No filme, Ahmed interpreta um jovem carismático traficante. Pelo papel, o ator foi indicado na categoria de Melhor Ator nos Prêmios British Independent Film em 2008.

### 2010s
Continuando sua carreira no cinema, ele participou da produção de Sally Potter em Rage 2009, e em 2010, na sátira ao terrorismo de Chris Morris, Four Lions, no qual recebeu sua segunda indicação em Melhor Ator nos Prêmios British Independent Film. Ahmed também teve um papel coadjuvante no terror histórico de Neil Marshall, Centurion. Em 2012, ele estrelou em um dos papéis principais no filme baseado em Londres, Ill Manors, dirigido por Plan B. Pelo papel, Ahmed recebeu sua terceira indicação aos Prêmios British Independent Film de Melhor Ator. Ele assumiu o papel principal na adaptação de Mira Nair do romance best-seller de Mohsin Hamid, The Reluctant Fundamentalist, ao lado de Kate Hudson, Kiefer Sutherland, Om Puri, Shabana Azmi e Liev Schreiber.
Ahmed também é conhecido por suas apresentações nos palcos, como na ópera Gaddafi da Asian Dub Foundation e pelo papel principal como o psicótico assassino em série que virou cristão chamado Lucius, na Lighthouse Theatre, aclamada produção de Stephen Adly Guirgis Jesus Hopped the 'A' Train (dirigido por Jack William Clift e Thomas Sweatma). Participou também de Prayer Room de Shan Khan.

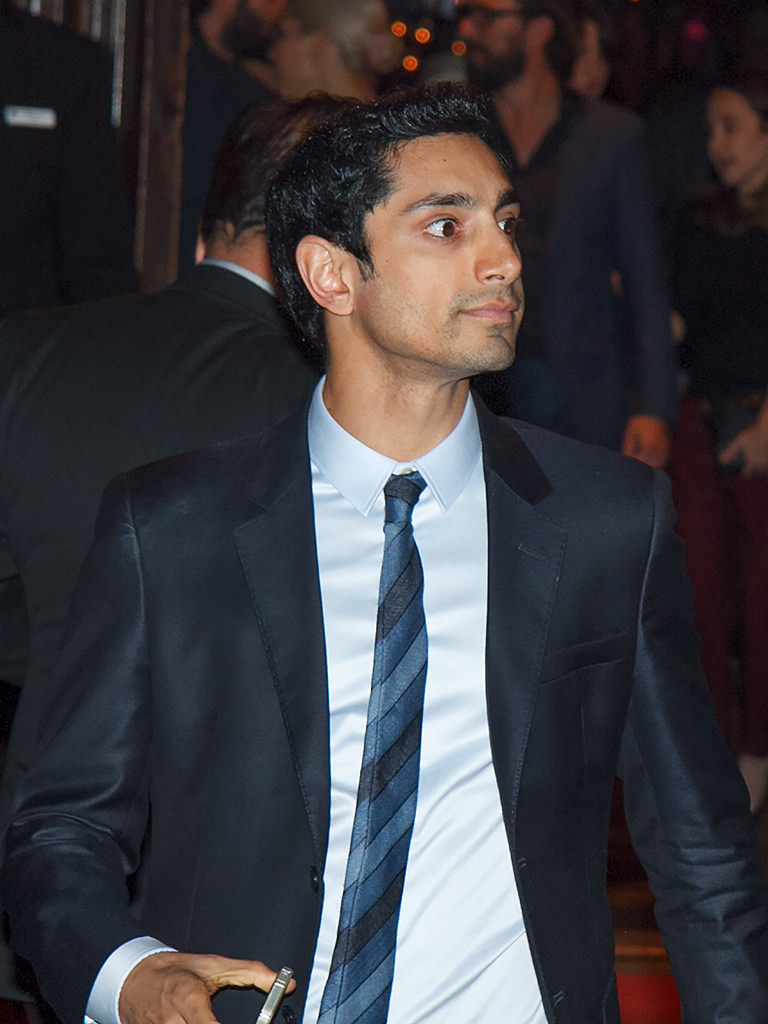
Ahmed no Festival de Cinema de Toronto em 2014.

Ahmed dirigiu e roteirizou o curta-metragem de 2014, Daytimer. Ele venceu na categoria Melhor Curta em Live Action no Nashville Film Festival e foi indicado ao Prêmio do Grande Júri de Curta-Metragem no Festival Sundance de Cinema. Ainda em 2014, Ahmed apareceu em Nightcrawler de Dan Gilroy. Ahmed foi aclamado por sua atuação no filme e ganhou várias indicações durante a temporada de premiações. Riz Ahmed foi um dos setenta e cinco atores que fizeram um teste para o papel de Rick. O ator estava assistindo ao casamento de um amigo em Los Angeles, quando seu agente de talentos sugeriu que ele encontrasse Gilroy para discutir o roteiro do filme. Gilroy disse a Ahmed que havia visto seu trabalho anterior; ele não estava apto para o papel, mas ainda sim permitiu que ele fizesse um teste. No primeiro minuto de sua fita de audição, no entanto, Gilroy se sentiu confiante no desempenho do ator. Para se preparar para o papel, Ahmed se encontrou com moradores de rua em Skid Row e procurou abrigos para moradores de rua para "compreender o sistema". Ele descobriu que a maioria das pessoas lidava com problemas de abandono e tentou replicar isso no relacionamento abusivo de Rick com Lou.
Em 2016, ele apareceu em Rogue One, o primeiro filme da nova antologia de Star Wars, como Bodhi Rook, um piloto imperial desertado. O filme foi aclamado pela crítica e rendeu a Ahmed uma indicação na categoria Melhor Revelação Masculina nos Prêmios Empire. O filme também foi um sucesso comercial e se tornou o quarto da Disney em 2016 a faturar US$ 1 bilhão em vendas de ingressos. É o segundo filme de maior bilheteria de 2016, o terceiro filme de maior bilheteria de Star Wars e o 22º filme de maior bilheteria de todos os tempos, todos sem ajustes para a inflação. Nos Estados Unidos, foi o filme de maior bilheteria de 2016. Deadline Hollywood calculou o lucro líquido do filme em US$319,6 milhões, considerando todas as despesas e receitas do filme, tornando-o o terceiro lançamento mais lucrativo de 2016.
Ainda em 2016, Ahmed desempenhou o papel de Nasir "Naz" Khan na minissérie da HBO The Night Of, e mais uma vez recebeu aclamação universal por seu desempenho, recebendo indicações ao Emmy, Globo de Ouro e Screen Actors Guild. Ele também apareceu na temporada final de Girls, rendendo a ele outra indicação ao Emmy. No 69º Prêmios Emmy do Primetime, Ahmed venceu na categoria Melhor Ator em Minissérie ou Telefilme pelo seu desempenho em The Night Of, ganhando de Robert De Niro, Benedict Cumberbatch, Ewan McGregor, Geoffrey Rush e seu parceiro na minissérie John Turturro. A vitória fez de Ahmed o primeiro asiático e primeiro muçulmano a vencer na categoria, o primeiro homem sul-asiático a vencer uma categoria de atuação no Emmy, e o primeiro muçulmano e primeiro sul-asiático a vencer uma categoria de atuação principal no Emmy; a única pessoa sul-asiática a vencer numa categoria de atuação foi a asiática-britânica Archie Panjabi em 2010 num papel coadjuvante.

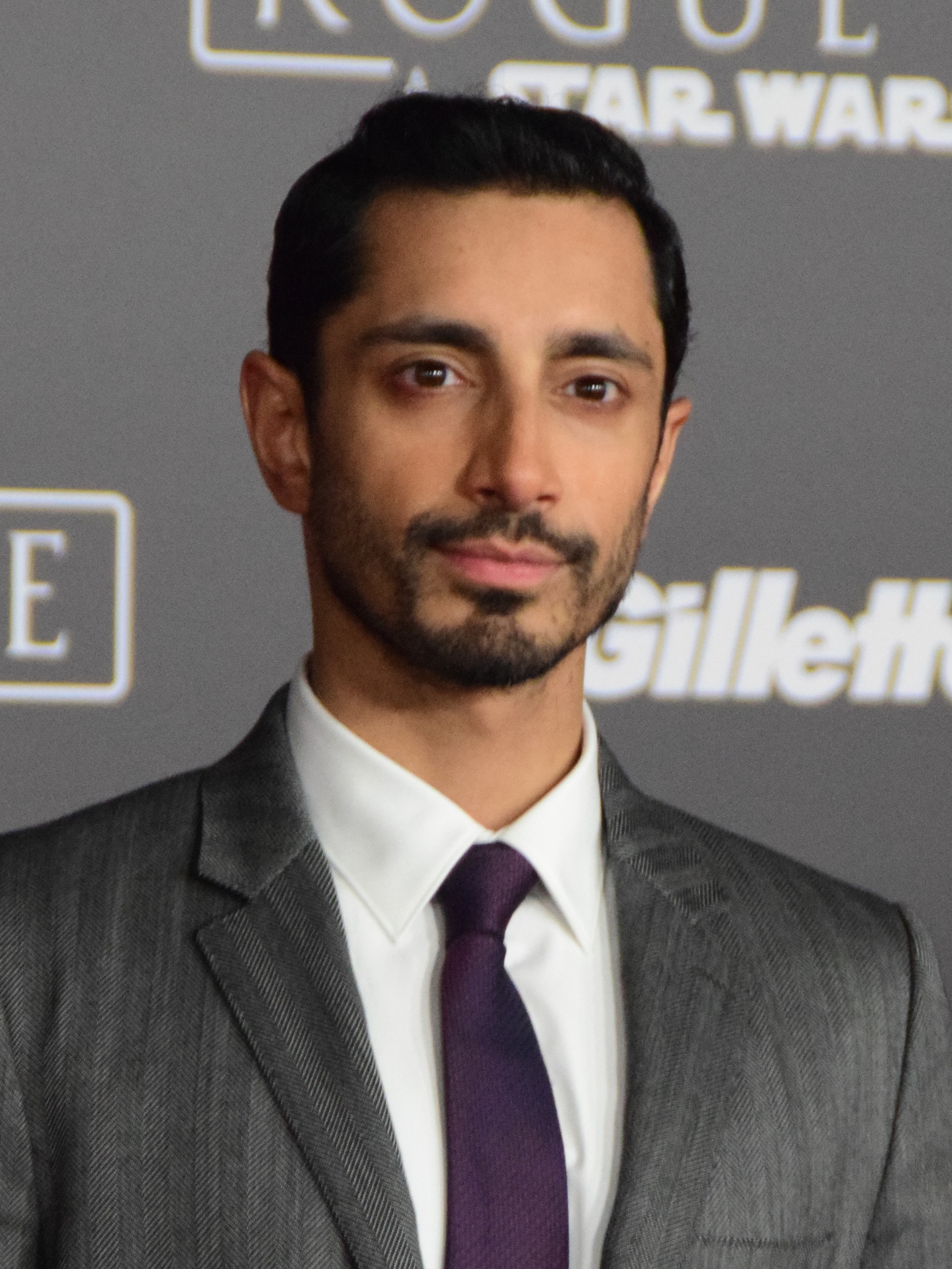
Ahmed na estreia de Rogue One: A Star Wars Story em 2016.

Em 2017, havia rumores de que Ahmed interpretaria Hamlet em uma adaptação da peça de Shakespeare para a Netflix, no qual Ahmed confirmou posteriormente. Em 2018, Ahmed estrelou em Venom como Carlton Drake, o líder da Life Foundation em experimentos com simbiontes. Ahmed explicou que Drake está tentando salvar o futuro da humanidade quando descobre o simbionte, com Fleischer acrescentando que Drake tem um objetivo positivo, mas uma "ambigüidade moral" que o leva a testar sua ciência em outras pessoas.
Até 2018, os filmes em que Riz Ahmed esteve envolvido arrecadaram coletivamente US$ 2,4 bilhões nas bilheterias mundiais.
Seguindo sua mixtape com o mesmo nome, Englistan, uma série de TV original foi encomendada pela BBC Two e Left Handed Films em 2019. A série contará a história de três gerações de uma família britânica do Paquistão. Ahmed descreve a série como "um drama de época - diferente de qualquer outro drama de época que você já viu". Atualmente, sua produtora fechou um acordo inicial com a Amazon.

### 2020s
Ahmed então estrelou o drama americano Sound of Metal, que estreou no Festival Internacional de Cinema de Toronto em 2019. O filme foi distribuído pela Amazon Studios e lançado em 2020 com grande aclamação universal. O desempenho de Ahmed também foi aclamado pela crítica, o ator interpreta um baterista de banda de rock que começa a perder a audição. Ele estrela o filme juntamente com Olivia Cooke e Paul Raci. O crítico de filme do IndieWire Eric Kohn apreciou sua performance escrevendo, "Ahmed é tão verossímil que mantém o suspense do drama em jogo, mesmo quando ele chega a circunstâncias planejadas durante o ato final prolongado e, eventualmente, dá um mergulho melodramático." Pela sua performance no filme, Ahmed recebeu indicações para o Globo de Ouro, Screen Actors Guild, Critics' Choice Movie, Independent Spirit, BAFTA e diversas outras premiações. Ele é o primeiro ator muçulmano e paquistanês a ser indicado ao Óscar de Melhor Ator.
Em 2021, Ahmed também ser como produtor executivo do filme documentário de animação Flee, que fez sua estreia internacional no Festival de Cinema de Sundance. O filme foi bem recebido criticamente, conseguindo uma porcentagem de 100% no Rotten Tomatoes. O filme era previsto de ter sua estreia mundial no Festival de Cinema de Cannes em 2020, mas o festival foi cancelado devido à pandemia de Covid-19.
Em fevereiro de 2021, Ahmed venceu na categoria de Melhor Roteirista Estreante para o filme Mogul Mowgli nos Prêmios British Independent Film de 2020. Estrelando no papel principal como um rapper britânico-paquistanês, a crítica de cinema do The Guardian, Wendy Ide, elogiou sua "incrível atuação" em tela.
Em agosto de 2021, Ahmed foi nomeado como chefe do júri do Platform Prize para o Festival Internacional de Cinema de Toronto de 2021. Em novembro, Ahmed foi anunciado como ganhador do Prêmio Richard Harris, que é dado a um ator ou atriz que "contribuiu significativamente para os filmes britânicos ao longo de sua carreira". Ahmed agradeceu o prêmio e também agradeceu todo o apoio que recebeu.
Ahmed dublou Ballister Boldheart em Nimona, animação lançada em junho de 2023 na Netflix.

## Carreira musical
Artigo principal: Swet Shop Boys

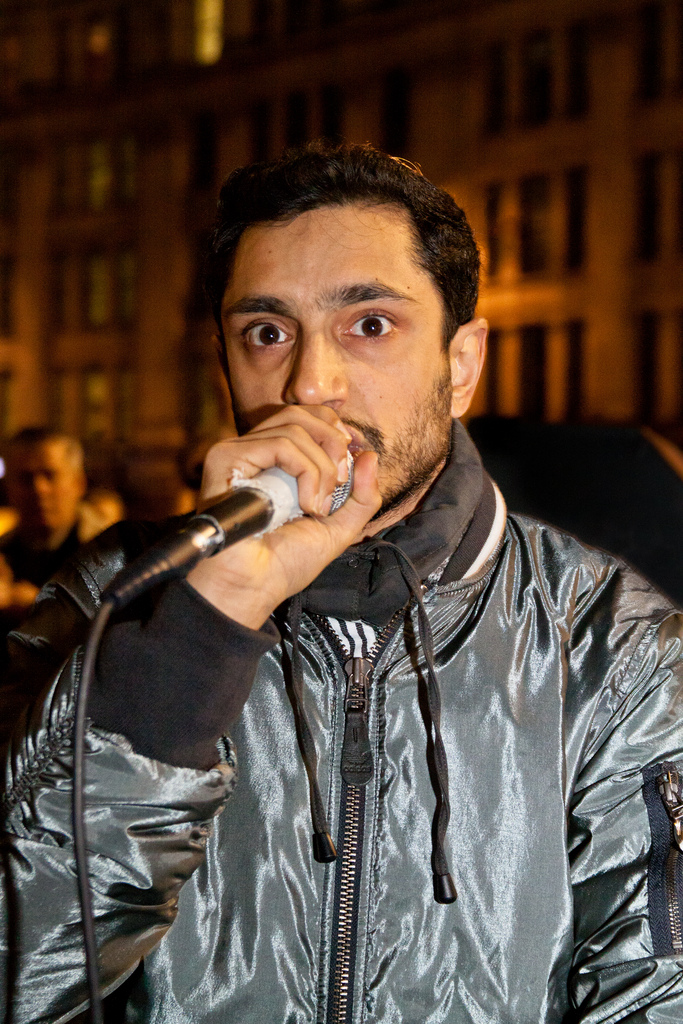
Ahmed performando no Occupy London NYE Party em 2011

Inspirado pela música jungle e hip hop, sua carreira musical começou no meio da adolescência, aparecendo em rádios piratas e em batalhas freestyle de rap. Enquanto estava na universidade, Ahmed foi co-fundador da noite Hit & Run em Oxford, que desde então se mudou para Manchester e se tornou um dos principais eventos de música atual por lá. Em Oxford, ele também fez parte de uma banda de jazz-house/electrônica de 12 pessoas chamada Confidential Collective. Depois de se formar, ele competiu e venceu muitas batalhas de rap. Ele competiu como Riz MC no "Spin the Mic" do canal JumpOff TV, uma batalha de freestyle de rap em 2006. Ele venceu os concorrentes Stig e Skilla Mic, antes de uma derrota controversa para o vencedor do concurso Whatshisface; de acordo com a JumpOff TV, Riz estava em desvantagem devido aos padrões raciais duplos da multidão.
Em 2006, Ahmed gravou uma faixa de rap satírica de comentário social intitulada "Post 9/11 Blues", que foi vazada por amigos e ganhou popularidade pela internet. A canção foi inicialmente banida das estações de rádios britânicas porque a letra foi considerada "politicamente sensível", incluindo referências satíricas ao 11/09, terrorismo, o período pós-11/9, Guerra do Iraque, morte de Jean Charles de Menezes, MI6 e a prisão de Belmarsh. A cobertura da imprensa resultante, no entanto, levou algumas estações de rádio independentes a tocar a faixa. Ele logo em seguida fundou sua própria gravadora independente, a Battered Records, lançando oficialmente "Post 9/11 Blues" para os formatos de CD e MP3 em agosto de 2006. Ele ganhou o prêmio de Melhor MC no Asian Music Awards de 2006. Ele lançou seu segundo single em 2007, o rap de garagem "People Like People". Ele foi selecionado como um artista de introdução pela BBC, se apresentando no Festival de Glastonbury e BBC Electric Proms. Ele fez a abertura do Festival Meltdown com o grupo de trip-hop de Bristol, Massive Attack, no Royal Festival Hall em 2008 e foi nomeado 'Artista Residente Emergente' no Southbank Centre em Londres. Ele também se apresentou no London Camp for Climate Action em agosto de 2009.
Em 2011, ele lançou o seu álbum de estreia, Microscope, que foi relançado em 2012 com remisturas adicionais. Em 1 de dezembro de 2011, foi anunciado que Riz MC assinou contrato com a Tru Thoughts, uma gravadora independente de Brighton. Do Microscope, ele lançou "Sour Times" acompanhado de um vídeo musical com aparições de Scroobius Pip, Plan B, Tom Hardy e Jim Sturgess. Formado em 2014, Ahmed é parte da dupla de hip hop Swet Shop Boys junto com Heems. Seu lançamento de estreia, o EP Swet Shop, foi lançado em 2014. O primeiro álbum de estúdio do grupo, Cashmere, foi lançado em 14 de outubro de 2016, e foi bem recebido pela crítica. Em 2016, ele também lançou sua mixtape, Englistan. Ele participa da canção "Immigrants (We Get The Job Done)", presente na coletânea The Hamilton Mixtape, que atingiu o topo da Billboard 200 (EUA). Isso o colocou na posição única de ocupar o primeiro lugar na tabela de álbuns dos Estados Unidos e o primeiro lugar na bilheteria de filmes (com Rogue One) ao mesmo tempo. no Prêmio MTV Video Music de 2017 (VMA), "Immigrants" venceu na categoria Melhor Luta Contra o Sistema, dando a ele a rara distinção de ganhar os prêmios Emmy e VMA.

## The Riz Test
Em 2018, Dr. Sadia Habib e Shaf Choudry, dois amigos no Reino Unido, foram inspirados por Ahmed a pensar no Teste Riz que visa identificar a natureza da representação muçulmana no cinema e na TV. O teste, que foi comparado ao teste de Bechdel, surgiu na sequência de um discurso proferido por Ahmed em 2017 na Câmara dos Comuns, em que abordou o que considera ser uma falta de diversidade no cinema e na televisão. Ahmed falou sobre a falta de uma representação precisa dos muçulmanos nas artes e frequentemente expressa essas opiniões nas redes sociais.
O Riz Test tem cinco partes que, segundo os criadores, servem para destacar e combater os estereótipos de muçulmanos presentes em personagens de filmes e de TV:
1. Se um personagem é identificávelmente muçulmano, o personagem está falando, é vítima ou perpetrador de terrorismo?
2. Apresentado como irracionalmente zangado?
3. Apresentado como supersticioso, culturalmente atrasado ou antimoderno?
4. Apresentado como uma ameaça ao modo de vida ocidental?
5. Se o personagem for masculino, ele é apresentado como misógino? Ou se mulher, ela é apresentada como oprimida por suas contrapartes masculinas?[82]

Um dos criadores dos testes, Shaf Choudry, descreve o teste como não sendo "uma medida científica da islamofobia, é mais para manter o foco."
Ahmed reconheceu o teste em 2018, expressando sua surpresa com o mesmo sendo nomeado em sua homenagem e escrevendo no Twitter que ele estava "feliz em ver isso" e que ele pensou que era algo "muito necessário".

## Vida pessoal e ativismo

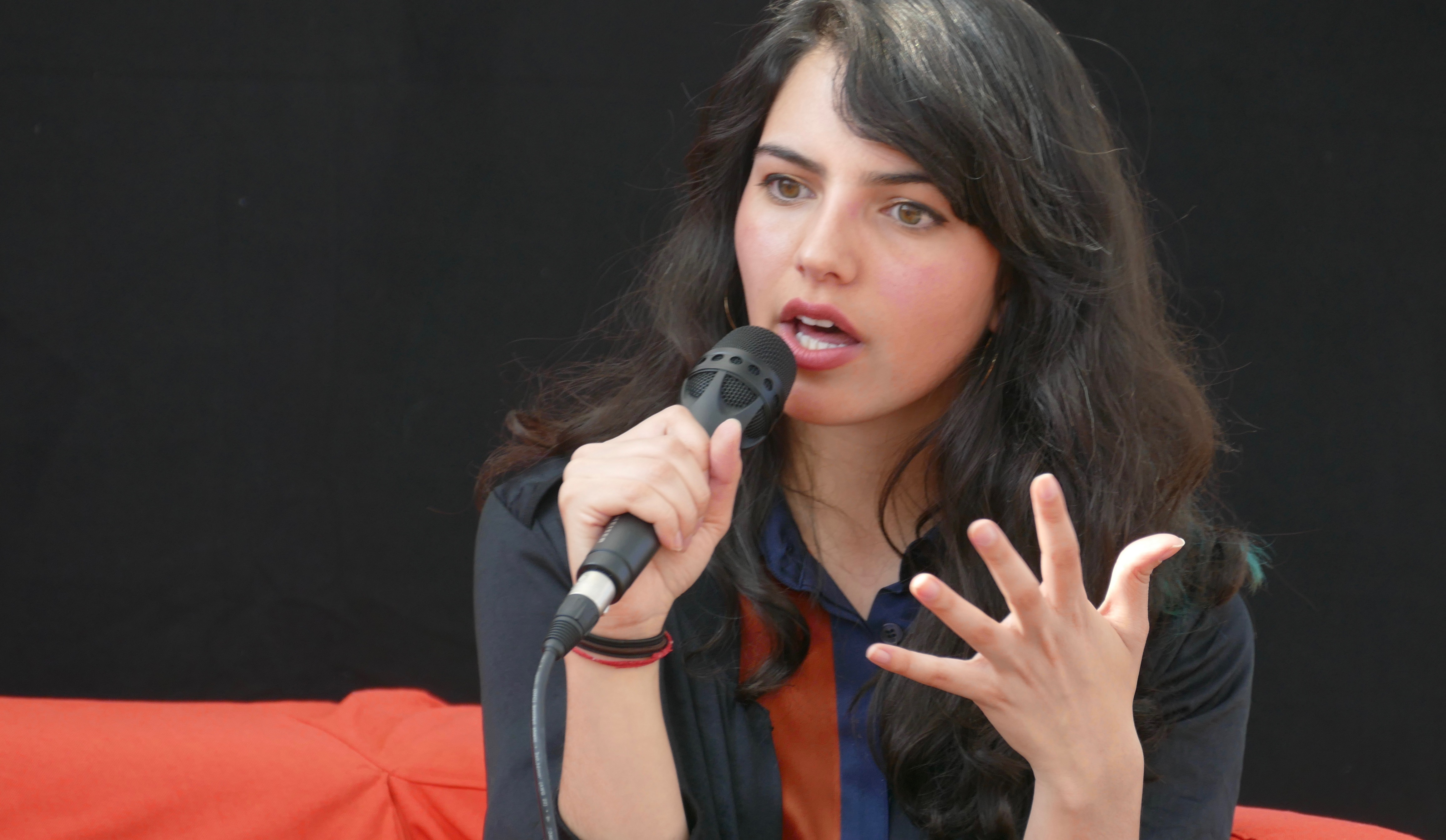
Ahmed é casado com a novelista Fatima Farheen Mirza (fotografada em 2019).

Ahmed é muçulmano. Ele falou abertamente sobre os estereótipos negativos dos muçulmanos, tanto em um contexto pessoal quanto social. Como ativista, ele esteve envolvido na arrecadação de fundos para crianças refugiadas sírias e na defesa da representatividade na Câmara dos Comuns. Ele também esteve envolvido na conscientização sobre o deslocamento de muçulmanos ruaingas de Myanmar, e na arrecadação de fundos para refugiados ruaingas em Bangladexe. Em 2013, Ahmed apresentou ao jornalista Hardeep Singh um pedido formal de desculpas por um tweet que ele publicou e concordou em pagar-lhe danos substanciais por difamação e custos legais. Em 2016, para o livro antológico The Good Immigrant, ele contribuiu com um ensaio sobre o perfilamento racial em aeroportos, audições e a necessidade implícita de ser deixado em uma porta ainda acompanhado.
Ahmed perdeu uma tia e um tio durante a pandemia de coronavírus em 2020.
Em janeiro de 2021, Ahmed revelou no podcast "Grounded with Louis Theroux" que havia se casado recentemente. Álguns dias depois, ele revelou que havia se casado com a romancista americana Fatima Farheen Mirza.
Durante a guerra Israel-Hamas, Ahmed apelou à Israel para parar com o "bombardeio indiscriminado de civis e infraestruturas vitais de Gaza, a negação de alimentos, água e eletricidade, o deslocamento forçado de pessoas das suas casas", que ele chamou de "crime de guerra moralmente indefensável".

## Filmografia

### Cinema
| Ano  | Título                       | Papel                     | Notas                                      |
| ---- | ---------------------------- | ------------------------- | ------------------------------------------ |
| 2006 | The Road to Guantanamo       | Shafiq                    |                                            |
| 2008 | Shifty                       | Shifty                    |                                            |
| 2008 | Baghdad Express              | Talal                     | Curta-metragem                             |
| 2009 | Rage                         | Vijay                     |                                            |
| 2010 | Four Lions                   | Omar                      |                                            |
| 2010 | Centurion                    | Tarak                     |                                            |
| 2011 | Black Gold                   | Ali                       |                                            |
| 2011 | Trishna                      | Jay                       |                                            |
| 2012 | Ill Manors                   | Aaron                     |                                            |
| 2012 | The Reluctant Fundamentalist | Changez Khan              |                                            |
| 2013 | Closed Circuit               | Nazrul Sharma             |                                            |
| 2013 | Out of Darkness              | Male                      | Curta-metragem                             |
| 2014 | Daytimer                     | nenhum                    | Diretor, roteirista; Curta-metragem        |
| 2014 | Nightcrawler                 | Rick                      |                                            |
| 2016 | Jason Bourne                 | Aaron Kalloor             |                                            |
| 2016 | Una                          | Scott                     |                                            |
| 2016 | City of Tiny Lights          | Tommy Akhtar              |                                            |
| 2016 | Rogue One                    | Bodhi Rook                |                                            |
| 2018 | The Sisters Brothers         | Hermann Kermit Warm       |                                            |
| 2018 | Venom                        | Carlton Drake / Riot      |                                            |
| 2019 | Sound of Metal               | Ruben Stone               | Também como produtor executivo             |
| 2019 | Weathering with You          | Takai (voz)               | Dublagem em inglês                         |
| 2020 | Mogul Mowgli                 | Zed                       | Co-roteirista                              |
| 2020 | The Long Goodbye             | Riz                       | Curta-metragem; também como co-roteirista. |
| 2021 | Flee                         | Amin Nawabi (voz)         | Produtor executivo                         |
| 2021 | Encounter                    | Malik Khan                |                                            |
| 2023 | Nimona                       | Ballister Boldheart (voz) |                                            |
| 2023 | Fingernails                  | Amir                      |                                            |
| 2024 | Relay                        | Ash                       |                                            |
| TBA  | Hamlet                       | Príncipe Hamlet           | Pós-produção; também como produtor         |
| TBA  | The Phoenician Scheme        |                           | Pós-produção                               |

### Televisão
| Ano     | Título               | Papel           | Notas                                |
| ------- | -------------------- | --------------- | ------------------------------------ |
| 2006    | The Path to 9/11     | Yosri           | 2 episódios                          |
| 2006    | Berry's Way          | Amir            | Telefilme                            |
| 2007    | Britz                | Sohail Wahid    | 2 episódios                          |
| 2008    | Wired                | Manesh Kunzru   | 3 episódios                          |
| 2008    | Staffroom Monologues | Primary teacher | 1 episódios                          |
| 2008    | Dead Set             | Riq             | 5 episódios                          |
| 2009    | Freefall             | Gary            | Telefilme                            |
| 2011    | The Fades            | Neil            | 1 episódio                           |
| 2016    | The Night Of         | Nasir Khan      | Minissérie; 8 episódios              |
| 2016–19 | The OA               | Elias Rahim     | 5 episódios                          |
| 2017    | Girls                | Paul-Louis      | 2 episódios                          |
| TBA     | Quarter Life         |                 | Também como roteirista e co-produtor |

### Audiobooks
| Ano  | Título                 | Papel          | Companhia de produção |
| ---- | ---------------------- | -------------- | --------------------- |
| 2020 | The Sandman            | The Corinthian | Audible               |
| 2020 | Assassin's Creed: Gold | Omar Khaled    | Audible               |

## Discografia
Ver também: Discografia de Swet Shop Boys

### Álbuns de estúdio
| Título                   | Detalhes do álbum                                                                             |
| ------------------------ | --------------------------------------------------------------------------------------------- |
| Microscope (como Riz MC) | - Lançamento: 31 de janeiro de 2011 - Gravadora: Confirm/Ignore - Formatos: Download digital  |
| The Long Goodbye         | - Lançamento: 6 de março de 2020 - Gravadora: Mongrel - Formatos: Download digital, streaming |

### Mixtapes
| Título    | Detalhes do álbum                                                                       |
| --------- | --------------------------------------------------------------------------------------- |
| Englistan | - Lançamento: 26 de maio de 2016 - Gravadora: Independente - Formatos: Download digital |

### Singles
| Título                       | Ano  | Álbum                         |
| ---------------------------- | ---- | ----------------------------- |
| "The Post 9/11 Blues"        | 2006 | Não adicionado à nenhum álbum |
| "People Like People"         | 2007 | Não adicionado à nenhum álbum |
| "Radar"                      | 2008 | Microscope                    |
| "Shifty" (com Sway & Plan B) | 2009 | Shifty                        |
| "Don't Sleep"                | 2009 | Não adicionado à nenhum álbum |
| "Hundreds and Thousands"     | 2010 | Não adicionado à nenhum álbum |
| "Get on It"                  | 2010 | Não adicionado à nenhum álbum |
| "All of You"                 | 2011 | Microscope                    |
| "Mogambo"                    | 2018 | The Long Goodbye              |
| "Once Kings"                 | 2020 | Não adicionado à nenhum álbum |

### Aparições
| Título                                               | Ano  | Álbum                                            |
| ---------------------------------------------------- | ---- | ------------------------------------------------ |
| "Flush"                                              | 2010 | Beautiful Losers                                 |
| "Immigrants (We Get The Job Done)"                   | 2016 | The Hamilton Mixtape                             |
| "Stand Up"                                           | 2019 | Ninja TED: A benefit for the Vancouver Food Bank |
| "Let the Sunshine In" (com elenco de Full Ninja TED) | 2019 | Ninja TED: A benefit for the Vancouver Food Bank |
| "Promises"                                           | 2022 | Give Me the Future                               |

## Condecorações
| Lista de prémios e indicações recebidos por Riz Ahmed | Lista de prémios e indicações recebidos por Riz Ahmed | Lista de prémios e indicações recebidos por Riz Ahmed | Lista de prémios e indicações recebidos por Riz Ahmed | Lista de prémios e indicações recebidos por Riz Ahmed | Lista de prémios e indicações recebidos por Riz Ahmed |
| Organização                                           | Ano                                                   | Trabalho(s)                                           | Categoria                                             | Resultado                                             | Ref.                                                  |
| ----------------------------------------------------- | ----------------------------------------------------- | ----------------------------------------------------- | ----------------------------------------------------- | ----------------------------------------------------- | ----------------------------------------------------- |
| AACTA Awards                                          | 2021                                                  | Sound of Metal                                        | Melhor Ator Internacional                             | Indicado                                              | [ 98 ]                                                |
| Academy Awards (Óscar da Academia)                    | 2021                                                  | Sound of Metal                                        | Melhor Ator                                           | Indicado                                              | [ 99 ]                                                |
| Academy Awards (Óscar da Academia)                    | 2022                                                  | The Long Goodbye                                      | Melhor Curta-Metragem em Live Action                  | Venceu                                                | [ 10 ] [ c ]                                          |
| Alliance of Women Film Journalists                    | 2021                                                  | Sound of Metal                                        | Melhor Ator                                           | Indicado                                              | [ 100 ]                                               |
| Atlanta Film Critics Circle                           | 2021                                                  | Sound of Metal                                        | Melhor Ator Principal                                 | Venceu                                                | [ 101 ]                                               |
| Austin Film Critics Association                       | 2021                                                  | Sound of Metal                                        | Melhor Ator                                           | Venceu                                                | [ 102 ]                                               |
| Berlin International Film Festival                    | 2012                                                  | Ill Manors                                            | Prêmio Shooting Star – Ator                           | Venceu                                                | [ 24 ]                                                |
| Boston Society of Film Critics                        | 2020                                                  | Sound of Metal                                        | Melhor Ator                                           | 2º Lugar                                              | [ 103 ]                                               |
| British Academy Film Awards (BAFTA)                   | 2021                                                  | Sound of Metal                                        | Melhor Ator num Papel Principal                       | Indicado                                              | [ 104 ]                                               |
| British Academy Film Awards (BAFTA)                   | 2021                                                  | Mogul Mowgli                                          | Melhor Filme Britânico                                | Indicado                                              | [ 104 ]                                               |
| British Independent Film Awards                       | 2008                                                  | Shifty                                                | Melhor Ator                                           | Indicado                                              | [ 24 ]                                                |
| British Independent Film Awards                       | 2010                                                  | Four Lions                                            | Melhor Ator                                           | Indicado                                              | [ 24 ]                                                |
| British Independent Film Awards                       | 2012                                                  | Ill Manors                                            | Melhor Ator                                           | Indicado                                              | [ 24 ]                                                |
| British Independent Film Awards                       | 2021                                                  | Mogul Mowgli                                          | Melhor Ator                                           | Indicado                                              | [ 105 ]                                               |
| British Independent Film Awards                       | 2021                                                  | Mogul Mowgli                                          | Melhor Roteiro                                        | Indicado                                              | [ 105 ]                                               |
| British Independent Film Awards                       | 2021                                                  | Mogul Mowgli                                          | Melhor Roteirista Estreante                           | Venceu                                                | [ 105 ]                                               |
| British Independent Film Awards                       | 2021                                                  | The Long Goodbye                                      | Melhor Curta-Metragem Britânico                       | Venceu                                                | [ 105 ]                                               |
| British Urban Film Festival                           | 2018                                                  | City of Tiny Lights                                   | Melhor Ator                                           | Indicado                                              | [ 106 ]                                               |
| Chicago Film Critics Association                      | 2020                                                  | Sound of Metal                                        | Melhor Ator                                           | Indicado                                              | [ 107 ]                                               |
| Columbus Film Critics Association                     | 2021                                                  | Sound of Metal                                        | Melhor Ator                                           | Venceu                                                | [ 108 ]                                               |
| Critics' Choice Movie Awards                          | 2021                                                  | Sound of Metal                                        | Melhor Ator                                           | Indicado                                              | [ 109 ]                                               |
| Dallas-Fort Worth Critics Association                 | 2021                                                  | Sound of Metal                                        | Melhor Ator                                           | 2º Lugar                                              | [ 110 ]                                               |
| Denver Film Critics Society                           | 2021                                                  | Sound of Metal                                        | Melhor Ator                                           | Indicado                                              | [ 111 ]                                               |
| Detroit Film Critics Society                          | 2021                                                  | Sound of Metal                                        | Melhor Ator                                           | Indicado                                              | [ 112 ]                                               |
| Dorian Awards                                         | 2017                                                  | The Night Of                                          | Performance de TV do Ano — Ator                       | Indicado                                              | [ 24 ]                                                |
| Dorian Awards                                         | 2021                                                  | Sound of Metal                                        | Melhor Performance em Filme — Ator                    | Indicado                                              | [ 113 ]                                               |
| Empire Awards                                         | 2017                                                  | Rogue One                                             | Revelação Masculina                                   | Indicado                                              | [ 30 ]                                                |
| Evening Standard British Film Awards                  | 2010                                                  | Four Lions                                            | Melhor Ator                                           | Indicado                                              | [ 24 ]                                                |
| Florida Film Critics Circle                           | 2020                                                  | Sound of Metal                                        | Melhor Ator                                           | Indicado                                              | [ 114 ]                                               |
| Geneva International Film Festival                    | 2008                                                  | Shifty                                                | Melhor Ator                                           | Venceu                                                | [ 24 ]                                                |
| Georgia Film Critics Association                      | 2014                                                  | Nightcrawler                                          | Melhor Ator Coadjuvante                               | Indicado                                              | [ 24 ]                                                |
| Georgia Film Critics Association                      | 2021                                                  | Sound of Metal                                        | Melhor Ator                                           | Venceu                                                | [ 115 ]                                               |
| Gold Derby Awards                                     | 2017                                                  | The Night Of                                          | Melhor Ator em Minissérie/Telefilme                   | Venceu                                                | [ 116 ]                                               |
| Gold Derby Awards                                     | 2017                                                  | The Night Of                                          | Melhor Performance do Ano                             | Indicado                                              | [ 116 ]                                               |
| Gold Derby Awards                                     | 2017                                                  | Girls                                                 | Melhor Ator Convidado em Comédia                      | Indicado                                              | [ 116 ]                                               |
| Gold Derby Awards                                     | 2021                                                  | Sound of Metal                                        | Melhor Ator                                           | Indicado                                              | [ 117 ]                                               |
| Golden Globe Awards (Globo de Ouro)                   | 2017                                                  | The Night Of                                          | Melhor Ator – Minissérie ou Telefilme                 | Indicado                                              | [ 118 ]                                               |
| Golden Globe Awards (Globo de Ouro)                   | 2021                                                  | Sound of Metal                                        | Melhor Ator em Filme – Drama                          | Indicado                                              | [ 119 ]                                               |
| Gotham Awards                                         | 2014                                                  | Nightcrawler                                          | Ator Revelação                                        | Indicado                                              | [ 24 ]                                                |
| Gotham Awards                                         | 2021                                                  | Sound of Metal                                        | Melhor Ator                                           | Venceu                                                | [ 120 ]                                               |
| Greater WNY Film Association                          | 2020                                                  | Sound of Metal                                        | Melhor Ator Principal                                 | Venceu                                                | [ 121 ]                                               |
| Hollywood Critics Association                         | 2021                                                  | Sound of Metal                                        | Melhor Ator                                           | Indicado                                              | [ 122 ]                                               |
| Houston Film Critics Society                          | 2021                                                  | Sound of Metal                                        | Melhor Ator                                           | Venceu                                                | [ 123 ]                                               |
| Independent Spirit Awards                             | 2014                                                  | Nightcrawler                                          | Melhor Coadjuvante Masculino                          | Indicado                                              | [ 24 ]                                                |
| Independent Spirit Awards                             | 2021                                                  | Sound of Metal                                        | Melhor Protagonista Masculino                         | Venceu                                                | [ 124 ]                                               |
| Indiana Film Journalists Association                  | 2020                                                  | Sound of Metal                                        | Melhor Ator                                           | Indicado                                              | [ 125 ]                                               |
| IndieWire Critics Poll                                | 2014                                                  | Nightcrawler                                          | Melhor Ator Coadjuvante                               | 8º Lugar                                              | [ 24 ]                                                |
| IndieWire Critics Poll                                | 2020                                                  | Sound of Metal                                        | Melhor Performance                                    | Venceu                                                | [ 24 ]                                                |
| Kansas City Film Critics Circle                       | 2021                                                  | Sound of Metal                                        | Melhor Ator                                           | Venceu                                                | [ 126 ]                                               |
| Kids' Choice Awards                                   | 2017                                                  | Rogue One                                             | #Squad                                                | Indicado                                              | [ 127 ]                                               |
| Latino Entertainment Association                      | 2021                                                  | Sound of Metal                                        | Melhor Ator                                           | Indicado                                              | [ 128 ]                                               |
| London Film Critics' Circle                           | 2010                                                  | Four Lions                                            | Ator Britânico do Ano                                 | Indicado                                              | [ 24 ]                                                |
| London Film Critics' Circle                           | 2014                                                  | Nightcrawler                                          | Ator Coadjuvante do Ano                               | Indicado                                              | [ 24 ]                                                |
| London Film Critics' Circle                           | 2021                                                  | Sound of Metal                                        | Ator do Ano                                           | Indicado                                              | [ 129 ]                                               |
| London Film Critics' Circle                           | 2021                                                  | Sound of Metal, Mogul Mowgli                          | Ator Britânico do Ano                                 | Venceu                                                | [ 129 ]                                               |
| Los Angeles Film Critics Association                  | 2020                                                  | Sound of Metal                                        | Melhor Ator                                           | 2º Lugar                                              | [ 130 ]                                               |
| Miami International Film Festival                     | 2021                                                  | Sound of Metal                                        | Prêmio de Impacto                                     | Venceu                                                | [ 131 ]                                               |
| MTV Movie & TV Awards                                 | 2017                                                  | Rogue One                                             | Melhor Revelação                                      | Indicado                                              | [ 132 ]                                               |
| MTV Video Music Awards (VMA)                          | 2017                                                  | "Immigrants"                                          | Melhor Luta Contra o Sistema                          | Venceu                                                | [ 75 ]                                                |
| Nashville Film Festival                               | 2014                                                  | Daytimer                                              | Melhor Curta em Live Action                           | Venceu                                                | [ 24 ]                                                |
| National Board of Review                              | 2021                                                  | Sound of Metal                                        | Melhor Ator                                           | Venceu                                                | [ 133 ]                                               |
| National Society of Film Critics                      | 2021                                                  | Sound of Metal                                        | Melhor Ator                                           | 2º Lugar                                              | [ 134 ]                                               |
| New York Film Critics Online                          | 2021                                                  | Sound of Metal                                        | Melhor Ator                                           | Venceu                                                | [ 135 ]                                               |
| North Carolina Film Critics Association               | 2021                                                  | Sound of Metal                                        | Melhor Ator                                           | Indicado                                              | [ 136 ]                                               |
| North Dakota Film Critics Society                     | 2021                                                  | Sound of Metal                                        | Melhor Ator                                           | Venceu                                                | [ 137 ]                                               |
| Online Film Critics Society                           | 2021                                                  | Sound of Metal                                        | Melhor Ator                                           | Indicado                                              | [ 138 ]                                               |
| Online Film & Television Association                  | 2014                                                  | Nightcrawler                                          | Performance Revelação – Masculino                     | Indicado                                              | [ 24 ]                                                |
| Online Film & Television Association                  | 2014                                                  | Nightcrawler                                          | Melhor Ator Coadjuvante                               | Indicado                                              | [ 24 ]                                                |
| Online Film & Television Association                  | 2017                                                  | The Night Of                                          | Melhor Ator em Telefilme ou Minissérie                | Venceu                                                | [ 24 ]                                                |
| Online Film & Television Association                  | 2017                                                  | Girls                                                 | Melhor Ator Convidado em Série Cômica                 | Venceu                                                | [ 24 ]                                                |
| Palm Springs International Film Festival              | 2021                                                  | Sound of Metal                                        | Prêmio Desert Palm de Conquista, Ator                 | Venceu                                                | [ 139 ]                                               |
| Primetime Emmy Awards                                 | 2017                                                  | The Night Of                                          | Melhor Ator Principal em Série Limitada               | Venceu                                                | [ 5 ]                                                 |
| Primetime Emmy Awards                                 | 2017                                                  | Girls                                                 | Melhor Ator Convidado em Série de Comédia             | Indicado                                              | [ 39 ]                                                |
| San Diego Film Critics Society                        | 2014                                                  | Nightcrawler                                          | Melhor Ator Coadjuvante                               | Indicado                                              | [ 24 ]                                                |
| San Diego Film Critics Society                        | 2021                                                  | Sound of Metal                                        | Melhor Ator                                           | Venceu                                                | [ 140 ]                                               |
| San Francisco Critics Circle                          | 2021                                                  | Sound of Metal                                        | Melhor Ator                                           | Indicado                                              | [ 141 ]                                               |
| Santa Barbara Film Festival                           | 2021                                                  | Sound of Metal                                        | Virtuoso Homenageado                                  | Venceu                                                | [ 142 ]                                               |
| Satellite Awards                                      | 2021                                                  | Sound of Metal                                        | Melhor Ator em Filme – Drama                          | Venceu                                                | [ 143 ]                                               |
| Screen Actors Guild Award (SAG)                       | 2017                                                  | The Night Of                                          | Melhor Ator em Minissérie ou Telefilme                | Indicado                                              | [ 24 ]                                                |
| Screen Actors Guild Award (SAG)                       | 2021                                                  | Sound of Metal                                        | Melhor Ator Principal                                 | Indicado                                              | [ 144 ]                                               |
| Seattle Film Critics Society                          | 2021                                                  | Sound of Metal                                        | Melhor Ator                                           | Venceu                                                | [ 145 ]                                               |
| St. Louis Film Critics Association                    | 2021                                                  | Sound of Metal                                        | Melhor Ator                                           | Indicado                                              | [ 146 ]                                               |
| Sundance Film Festival                                | 2014                                                  | Daytimer                                              | Prêmio do Júri de Curta-Metragem                      | Indicado                                              | [ 24 ]                                                |
| Sunset Film Circle                                    | 2020                                                  | Sound of Metal                                        | Melhor Ator                                           | Venceu                                                | [ 147 ]                                               |
| Toronto Film Critics Association                      | 2021                                                  | Sound of Metal                                        | Melhor Ator                                           | Venceu                                                | [ 148 ]                                               |
| UK Asian Music Awards                                 | 2006                                                  | "Post 9/11 Blues"                                     | Melhor MC                                             | Venceu                                                | [ 60 ]                                                |
| Village Voice Film Poll                               | 2014                                                  | Nightcrawler                                          | Melhor Ator Coadjuvante                               | Indicado                                              | [ 24 ]                                                |
| Washington D.C. Critics Association                   | 2021                                                  | Sound of Metal                                        | Melhor Ator                                           | Indicado                                              | [ 149 ]                                               |